# Piekielny Potok (dopływ Ponikwy)
Piekielny Potok (Głęboki) – potok, prawy dopływ Ponikwy o długości 1,99 km i powierzchni zlewni 3,76 km².
Potok wypływa z kilku źródeł na północno-wschodnich stokach grzbietu Magurka Wilkowicka – Czupel w Beskidzie Małym. Najwyżej położone z nich znajduje się na wysokości około 770 m. Na wysokości około 470 m wszystkie źródłowe cieki łączą się w jeden potok spływający w kierunku północno-wschodnim. Na wysokości około 405 m uchodzi on do Ponikwy.
Cała zlewnia Piekielnego Potoku znajduje się w Beskidzie Małym w obrębie miejscowości Międzybrodzie Bialskie. Górna część zlewni obejmuje porośnięte lasem stoki Magurki i Czupla, dolna zabudowane obszary Międzybrodzia Bialskiego.